# アシェル
アシェル（ヘブライ語: אָשֵׁר；ラテン文字転写：Asher）は、『旧約聖書』の『創世記』に登場する人物。ヤコブの第8子で、レアの女奴隷ジルパが産んだ第2番目の子供であり、アシェル族の祖。ヘブライ人の男性の名前で「幸福な」「祝福された」という意味がある。『新約聖書』では「アスェル」になっている。
後に、4男1女をもうけて、ヤコブの臨終の際の祝福のことばによってアシェル族の繁栄が予告された。

## アシェル族
アシェル族は、アシェルの5人の子供達を祖とする、イムナ族、イシュビ族、ベリア族、ヘベル族、マルキエル族の5氏族から構成されていた。アシェル族はモーセから祝福を受けて、ガリラヤ山地の西斜面から西に向かって地中海に達し、南はカルメル山頂から北はツロとシドンの付近に及ぶ平地を割り当てられた。
東は、ゼブルン族とナフタリ族の相続地で、南はマナセ族の相続地に面していた。
アシェル族は、地中海沿岸の諸都市のほとんどから異民族を追放することができなかった。
デボラを助けなかったが、ギデオンの陣営には参加した。ダビデ王時代には兵士を派遣して、ソロモン時代にも行政区の一つになっていた。王国分裂の際には、北イスラエル王国の創始者ヤロブアム1世に従った。
前722年の北イスラエル王国の滅亡後、ヒゼキヤ王の時代に、エルサレム神殿での過越の祭にアシェル族の代表が参加している。
新約時代、アシェル族出身の女預言者のアンナは幼子イエス・キリストを見て喜んだ。